# Martijn Zuijdweg
Martijn Hendrik Zuijdweg (* 16. November 1976 in Rotterdam) ist ein ehemaliger niederländischer Schwimmer. Er erhielt eine olympische Bronzemedaille, einmal Silber bei Weltmeisterschaften auf der 50-Meter-Bahn und einmal Gold auf der 25-Meter-Bahn. Bei Europameisterschaften erschwamm er eine Silbermedaille und zwei Bronzemedaillen.

## Karriere
Der 1,86 Meter große Martijn Zuijdweg schwamm für PSV Eindhoven.
1997 bei den Europameisterschaften in Sevilla siegte die britische 4-mal-200-Meter-Freistilstaffel mit 0,28 Sekunden Vorsprung vor Pieter van den Hoogenband, Mark van der Zijden, Martijn Zuijdweg und Marcel Wouda, die das Ziel ihrerseits eine Sekunde vor den drittplatzierten Deutschen erreichten. Die 4-mal-100-Meter-Freistilstaffel mit Pieter Van Den Hoogenband, Mark Veens, Martijn Zuijdweg und Bram van Haandel wurde Dritte hinter den Russen und den Deutschen. Anfang 1998 bei den Weltmeisterschaften in Perth schwammen Mark van der Zijden, Bas-Ido Wennekes, Johan Kenkhuis und Martijn Zuijdweg die fünftschnellste Vorlaufzeit. Im Endlauf siegte die australische 4-mal-200-Meter-Freistilstaffel mit über vier Sekunden Vorsprung vor Pieter van den Hoogenband, Mark van der Zijden, Martijn Zuijdweg und Marcel Wouda, die 0,56 Sekunden vor den Briten anschlugen. Wie seit 1984 üblich erhielten auch die nur im Vorlauf eingesetzten Schwimmer eine Medaille. In der 4-mal-100-Meter-Freistilstaffel belegten Mark Veens, Martijn Zuijdweg, Johan Kenkhuis und Pieter van den Hoogenband den fünften Platz mit einer Sekunde Rückstand auf die drittplatzierten Russen.
Im April 1999 gewannen Pieter van den Hoogenband, Johan Kenkhuis, Martijn Zuijdweg und Marcel Wouda die 4-mal-200-Meter-Freistilstaffel bei den Kurzbahnweltmeisterschaften in Hongkong mit fast drei Sekunden Vorsprung. Ein Jahr später bei den Europameisterschaften in Helsinki erreichte die 4-mal-200-Meter-Freistilstaffel mit Martijn Zuijdweg, Dennis Rijnbeek, Arnold van Bavel und Mark van der Zijden den Endlauf mit der siebtschnellsten Zeit. Im Finale siegten die Italiener vor den Deutschen, eine Sekunde hinter den Deutschen wurden Zuijdweg, Wouda, van der Zijden und van den Hoogenband Dritte. Zweieinhalb Monate später fanden die Olympischen Spiele in Sydney statt. Martijn Zuijdweg, Mark van der Zijden, Johan Kenkhuis und Marcel Wouda waren in den Vorläufen die fünftschnellste Staffel. Im Finale schwammen Zuijdweg, Kenkhuis, Wouda und Pieter van den Hoogenband acht Sekunden schneller als die Vorlaufstaffel und sieben Sekunden schneller als bei den Europameisterschaften. Die Australier gewannen mit fünf Sekunden Vorsprung vor dem Quartett aus den Vereinigten Staaten. 0,06 Sekunden hinter den Amerikanern wurden die Niederländer Dritte vor den Italienern und den Briten. Zuijdweg trat in Sydney auch über 200 Meter Freistil an. Als 19. der Vorläufe verfehlte er das Halbfinale um 0,27 Sekunden.
Nach zwei Jahren Pause gehörte Zuijdweg bei den Weltmeisterschaften 2003 in Barcelona wieder zur niederländischen 4-mal-200-Meter-Freistilstaffel. Die Niederländer schieden als Zehnte des Vorlaufs aus, zum Finaleinzug fehlten fast vier Sekunden. Im Jahr darauf wurden Martijn Zuijdweg, Stefan Oosting, Thomas Felten und Klaas-Erik Zwering bei den Europameisterschaften 2004 in Madrid Fünfte mit über fünf Sekunden Rückstand auf die drittplatzierten Franzosen.